# ERNO
ERNO Raketentechnik GmbH (sigle formé des mots allemands Entwicklungsring Nord), est un regroupement de sociétés de développement (voir aussi Entwicklungsring Süd (en)).
La société a été fondée en 1968 par regroupement des activités astronautiques de Hamburger Flugzeugbau, Focke-Wulf et Weser Flugzeugbau en Allemagne de l'Ouest.
Dans les années 1990, elle participe à la construction des fusées-sonde Maxus.
Dans les années 2000, elle intègre le groupe EADS Astrium Space Transportation.